# Euryale purpurea
Euryale purpurea is een slangster uit de familie Euryalidae.
De wetenschappelijke naam van de soort werd in 1934 gepubliceerd door Theodor Mortensen.